# Maciej Kot
Maciej Kot, född 9 juni 1991, är en polsk backhoppare som ingick i det polska lag som vann guld i lagtävlingen vid VM 2017.
Kot deltog vid olympiska vinterspelen 2014.